# Gevherhan Sultan (figlia di Selim II)
Gevherhan Sultan (turco ottomano: کوھرخان lett. "gemma del Khan"; occasionalmente indicata come Gevhermülük Sultan; Manisa, 1544 – Costantinopoli, 1624) è stata una principessa ottomana, figlia del sultano Selim II e della sua favorita, Haseki Sultan e moglie legale Nurbanu Sultan.

## Origini
Gevherhan nacque a Manisa dall'allora Şehzade Selim, governatore della regione, e dalla sua favorita e futura Haseki Sultan e moglie legale, Nurbanu Sultan, nel 1544. 
I suoi nonni paterni erano il Sultano Solimano e Hürrem Sultan. Aveva una sorella maggiore, Şah Sultan, due sorelle minori, Ismihan Sultan e Fatma Sultan, un fratello minore, Murad III e sette fratellastri minori, giustiziati da Murad alla sua salita al trono. 
La mancanza di conoscenza delle date di nascita precise per lei e le sue sorelle Şah (nata nel 1544) e Ismihan (nata nel 1545) ha creato diverse speculazioni sulla sua nascita:
- Gevherhan potrebbe essere nata alla fine del 1544 o all'inizio del 1545, con Şah nata all'inizio del 1544 e Ismihan alla fine del 1545. Questo però lascia una finestra temporale molto stretta con la data di nascita di Murad, che Nurbanu mise al mondo il 4 luglio 1546.
- Gevherhan potrebbe essere stata la gemella di Şah o Ismihan. Questo risolverebbe i tempi stretti delle loro nascite, ma una nascita gemellare, anche se di due femmine, sarebbe stata probabilmente celebrata e registrata.
- Le date di nascita delle principesse sono state riportate erroneamente, anche a causa della conversione fra il calendario cristiano e quello islamico, e Şah in realtà era nata già nel 1543.
- Gevherhan potrebbe non essere figlia di Nurbanu, tuttavia quest'opinione di minoranza contraddice i registri e le fonti, che indicano Nurbanu come la madre di tutte e tre le principesse.

## Matrimoni
Nel 1562 Selim, rimasto unico erede al trono, organizzò matrimoni politicamente vantaggiosi per le sue tre figlie maggiori: il 17 agosto Gevherhan sposò l'ammiraglio Piyale Paşa, Şah il capo falconiere Hasan Aga e Ismihan il Gran Visir Sokollu Mehmed Pascià. Il tesoro imperiale assegnò a ciascuna sposa 15 000 fiorini d'oro di dote. Da questo matrimonio, Gevherhan ebbe due figli e tre figlie. Una di loro sposò Sinanpaşaoğlu Mehmed Pasha nel novembre 1598.
Dopo le nozze, Gevherhan si alleò con sua zia Mihrimah Sultan per promuovere una campagna navale contro Malta, promettendo di armare 400 galee con il proprio patrimonio personale. All'epoca, guadagnava 250 aspri al giorno. Tuttavia, Solimano, nonno di Gevherhan e sultano, alla fine decise di non procedere. 
Al contrario di sua madre e di sua sorella Ismihan non si dimostrò ostile a Safiye Sultan, favorita di suo fratello Murad (futuro Murad III), e andava d'accordo anche con il suo eunuco personale, Süleyman Bey.
Gevherhan rimase vedova nel 1578. 
Nel 1579 si risposò con Cerrah Mehmed Paşah, generale dei giannizzeri e chirurgo che effettuò la circoncisione del futuro Mehmed III, figlio di Murad e nipote di Gevherhan. Da questo matrimonio Gevherhan ebbe un figlio. Era nota per essere estremamente gelosa di questo marito. In un'occasione, venne riportato che pugnalò una delle sue ancelle perché credeva che stesse provocando suo marito.
L'anno seguente Cerrah Mehmed venne promosso a governatore della Rumelia, promozione secondo molti dovuta alla moglie. 
Nel 1583 Gevherhan presentò a suo nipote Mehmed una concubina di nome Handan da lei addestrata, che sarebbe diventata una sua favorita e madre di Ahmed I. Ahmed, pronipote di Gevherhan, diede il nome della zia a una delle sue figlie in segno di riconoscenza e alla morte di suo marito nel 1604 le inviò molti doni. 
Durante il regno di Mehmed III il marito di Gevherhan divenne Gran Visir e lei, unica figlia di Selim sopravvissuta, una figura influente a corte. Il suo stipendio era aumentato a 350 aspri al giorno. Era anche vicina alle consorti di Mehmed e ai suoi figli. Gevherhan si teneva in contatto con il suo ultimo figlio, governatore a Klis, e con suo genero, Sinanpaşaoğlu Mehmed Pasha. Le sue lettere erano considerate politicamente importanti e le informazioni contenute in esse furono trasmesse a Venezia dalle spie e dagli ambasciatori stanziati a Costantinopoli.
Costruì inoltre una fondazione religiosa e un collegio di teologia a Costantinopoli.

## Morte
Gevherhan morì dopo il 1623, anno in cui apportò l'ultima modifica al suo testamento, probabilmente intorno al 1624, anno in cui scompare dai registri del palazzo. Venne sepolta accanto a suo padre nella moschea Hagia Sofia.

## Discendenza
Dal suo primo matrimonio, Gevherhan ebbe due figli e tre figlie:
- Ayşe Atike Hanımsultan (1563 - c.1614/1616). Sposò Doğancıbaşı Kerim Ağa. Atike Sultan, figlia di Ahmed I, prende il nome da lei.
- Sultanzade Mustafa Bey. Probabilmente morto in tenera età.
- Sultanzade Mehmed Pasha (? - 1593). Governatore prima del Peloponneso e poi dell'Erzegovina.
- Fatma Hanımsultan. Sposata con Ibrahim Bey.
- Hatice Hanımsultan. A volte considerata figlia del secondo matrimonio, sposò Sinanpashazade (Sinanpaşaoğlu) Mehmed Pasha nel novembre 1598[20] e rimase vedova nel 1605, quandò Ahmed I giustiziò suo marito. Lascio il suo palazzo, il Piyale Pasha Palace, alla nipote Kaya Ismihan Sultan, figlia di Murad IV.

Dal suo secondo matrimonio ebbe un figlio:
- Sultanzade Salih Bey. Governatore di Klis.